# Ravno (Dobje, Slovenija)
Ravno je naselje u slovenskoj Općini Dobju. Ravno se nalazi u pokrajini Štajerskoj i statističkoj regiji Savinjskoj. 

## Stanovništvo
Prema popisu stanovništva iz 2002. godine naselje je imalo 62 stanovnika.